# Lucky Luke (série télévisée, 1992)
Pour les articles homonymes, voir Lucky Luke (homonymie).
Lucky Luke est une série télévisée italienne en huit épisodes de 50 minutes, créée d'après la bande dessinée du même nom de Morris et diffusée entre le 20 mars et le 22 mai 1992 sur Canale 5. Elle fait suite à l'adaptation cinématographique de Lucky Luke produite, réalisée et jouée par Terence Hill.
En France, elle a été diffusée sur France 3, NT1, Action, AB1 et RTL9.

## Fiche technique
- Titre original : Lucky Luke
- Producteur exécutif : Terence Hill
- Société de production : Paloma Production
- Pays d'origine :  Italie
- Genre : Aventures, western, comédie

## Distribution
- Terence Hill (VF : Dominique Paturel) : Lucky Luke
- Nancy Morgan : Lotta Legs
- Neil Summers : député Virgil
- Ron Carey (VF : Pierre Trabaud) : Joe Dalton
- Fritz Sperberg (it) (VF : Patrick Poivey) : Averell Dalton
- Dominic Barto (it) (VF : Patrice Melennec) : William Dalton
- Bo Gray (VF : Patrice Baudrier) : Jack Dalton
- Arsenio "Sonny" Trinidad (VF : Pierre Baton) : Ming Li Fu
- Roger Miller (VF : Gérard Rinaldi) : Jolly Jumper (voix)

### Invités
- John Saxon (VF : Joel Martineau) : l'homme en noir
- Jack Elam (VF : Michel Vocoret) : Axel Ericson
- René Auberjonois (VF : Jacques Ciron) : M. Edgar Rockbottom  /Mendez
- Ruth Buzzi (VF : Perrette Pradier) : Ma Dalton

## Épisodes
1. Daisy Town
2. Ma Dalton
3. Le train fantôme
4. Qui est Mr Joseph ?
5. Café Olé
6. Poisson d'avril
7. Magie indienne
8. La Fiancée de Lucky Luke

## Commentaires
- Bien que l'épisode 1 (Daisy Town) porte le même nom que le film de 1971 (et que son adaptation en bande dessinée), il n'en est pas une adaptation. En revanche, le film étant à l'origine de cette série télé, en était une adaptation.
- Dans la version française, Dominique Paturel est le seul à repreter sa voix à Terence Hill. Les autres personnages, jadis présents dans le film dont la série est tirée, ont tous une autre voix.